# Altenhausen (Schwäbisch Hall)

Wappen Unmuß von Altenhausen; Haller Chronik nach Georg Widman und Johann Herolt, Hs. um 1600

Wappen Unmuß von Altenhausen; J. Siebmacher - Das Erneuerte und vermehrte Teutsche Wappenbuch..., Erster Theil, Nürnberg (Paulus Fürst) 1657, T. 115, siehe auch Band 5, T. 254

 Altenhausen ist ein Ortsteil des Schwäbisch Haller Stadtteils Tüngental.

## Geschichte

### Ortschaft
Der Weiler ist 1248 als „Altenhusen“ belegt und war comburgischer Besitz. 1972 wurde der Ort gemeinsam mit den anderen zu Tüngental gehörigen Weilern Veinau, Otterbach, Ramsbach und Wolpertsdorf nach Schwäbisch Hall eingemeindet.

### Adel
Von 1228 bis 1361 war dieser Adel mit Beinamen Unmaß von Altenhausen bzw. als Unmuß von Altenhausen bekannt. Es waren limpurgische Dienstleute und Patrizier von Schwäbisch Hall.

### Burg
Im 13./14. Jahrhundert war die Burg der Alten von Altenhausen belegt. In Schwäbisch Hall besaß Unmuß von Altenhausen einen Hof, worin sich eine im Jahr 1322 gestiftete Hauskapelle befand und an deren Stelle von 1464 bis 1467 die gotische Hallenkirche St. Maria am Schuppach erbaut wurde. Der Stiftung war die Zerstörung der Burg Altenhausen durch die Schwäbisch Haller vorausgegangen. Ein Bruder des Unmuß von Altenhausen erbaute die Burg neu. Der Burgstadel mit See wurde 1481 von den von Bachenstein an das Spital zu Hall weitergegeben. Erhalten blieb der Burghügel zusammen mit dem breiten Wassergraben, der ein Viereck bildet.